# Langenort
Langenort – statek należący do organizacji Kobiety na Falach (ang. Women on Waves), pływający pod banderą Holandii.
Statek jest poradnią świadomego macierzyństwa i gabinetem aborcyjnym. Zawija do portów krajów, w których przerywanie ciąży zostało częściowo lub całkowicie zdelegalizowane lub faktyczny dostęp do aborcji jest utrudniony. Statek odwiedził m.in. Irlandię (2001), Polskę (2003), Portugalię (2004), Hiszpanię (2008). Obecnie jest wystawiony na sprzedaż.

## Działania
Na statku kobiety mogły skorzystać z poradnictwa dotyczącego zdrowia reprodukcyjnego, otrzymać środki antykoncepcyjne lub przerwać ciążę metodą farmakologiczną. Kobiety mogły skorzystać z oferowanych usług po wypłynięciu na wody eksterytorialne, gdzie obowiązuje prawo kraju rejestracji statku. Organizacja Kobiety na Falach posiadała zezwolenie holenderskiego ministerstwa zdrowia na przeprowadzanie aborcji farmakologicznej na pełnym morzu lub w Holandii nie później niż do 16 dnia po upływie terminu przewidywanej menstruacji.

### W Polsce
„Langenort” zawinął do polskiego portu Władysławowo w 2003 roku. Podczas pobytu w porcie prowadzono na statku akcję informacyjną o przerywaniu ciąży. Port w czasie pobytu statku był pikietowany przez kilkudziesięciu członków Młodzieży Wszechpolskiej. 
Celnicy podczas przeszukania statku znaleźli osiem zakazanych w Polsce leków, a także 29 rodzajów leków przeterminowanych. Po trwającym cztery miesiące śledztwie kobiety na falach zostały uwolnione od zarzutu przeprowadzania zabiegów przerywania ciąży w Polsce oraz wprowadzania w obieg nielegalnych środków farmakologicznych. Prokuratura poinformowała, że wszystkie zarzuty zostały oddalone z powodu braku dowodów na złamanie polskiego prawa przez załogę statku Langenort.